# Tortorici
Tortorici is een gemeente in de Italiaanse provincie Messina (regio Sicilië) en telt 7235 inwoners (31-12-2004). De oppervlakte bedraagt 70,2 km², de bevolkingsdichtheid is 103 inwoners per km².

## Demografie
Tortorici telt ongeveer 2878 huishoudens. Het aantal inwoners daalde in de periode 1991-2001 met 11,2% volgens cijfers uit de tienjaarlijkse volkstellingen van ISTAT.
| Jaar | Inwoneraantal |
| ---- | ------------- |
| 1991 | 8484          |
| 2001 | 7535          |

## Geografie
De gemeente ligt op ongeveer 450 m boven zeeniveau.
Tortorici grenst aan de volgende gemeenten: Bronte (CT), Castell'Umberto, Floresta, Galati Mamertino, Longi, Randazzo (CT), San Salvatore di Fitalia, Sinagra, Ucria.